# Campo Di Marte
Campo di Marte — итальянская рок-группа, играющая прог-рок.

## История
Группа была основана в 1971 году во Флоренции гитаристом Энрико Розой и барабанщиком и флейтистом Мауро Сарти совместно с американским музыкантом итальянского происхождения Ричардом Урсилло, взявшим себе псевдоним Пол Ричард (чтобы, как было указано на конверте их единственного LP, «это звучало менее по-итальянски»). В группу также вошли клавишник Альфредо «Карло» Бардуччи, профессионально игравший на валторне и ударник Карло Феличе Марковеккьо, ранее игравший в очень популярной флорентийской группе I Califfi. Наличие второго ударника позволило Мауро Санти записывать партии флейты для некоторых песен.
Группа играла под разными названиями; последнее из них, Campo di Marte — в честь одного из кварталов во Флоренции — было найдено в процессе записи. Первый альбом группы, содержащий песни антивоенной направленности, также называется Campo di Marte. Кстати, один из записанных в ходе подготовки альбома треков, Si può riuscire, который планировалось издать как сингл, так и не увидел свет.
Между сочинением песен для альбома и его сведением и релизом прошло много времени; ко времени его выхода музыканты утратили интерес к группе, а кроме того, звукозаписывающая компания не слишком раскручивала его, требуя от музыкантов сменить тексты песен.
Гитарист Энрико Роза, сочинивший музыку ко всем песням альбома, записал второй альбом группы, более, однако, похожий на сольный альбом, и резко отличавшийся от дебютного LP. Этот альбом не был раскручен звукозаписывающей компанией, представители которой сочли, что он не будет иметь коммерческого успеха. В 1974 году он переехал в Данию, где был как сессионным гитаристом, так и выступал сольно, играя джаз и классическую музыку. Пол Ричард под своим настоящим именем — Ричард Урсилло — выступал в группе Sensations' Fix; с этой группой время от времени сотрудничал и Карло Феличе Марковеккьо.
В 2003 году Энрико Роза и Мауро Сарти вновь собрали группу, в которую вошли флейтистка Эва Роза, клавишник Матин Александер Сасс и бас-гитарист Маурилио Росси. Они дали несколько концертов в Тоскане и записали альбом Concerto zero. 

## Состав
- Энрико Роза — гитара, вокал, меллотрон
- Мауро Сарти — перкуссия, ударные, флейта, вокал
- Ричард Урсилло (псевдоним Пол Ричард) — бас-гитара, вокал
- Альфредо Бардуччи — рожок, клавишные, вокал
- Карло Феличе Марковеккьо — ударные, перкуссия, вокал
- Эва Роза — флейта
- Матин Александр Сасс — клавишные
- Маурилио Росси — бас-гитара

## Дискография
- Campo di Marte (1973)
- Concerto zero (2003)